# Legge PML
La legge PML, acronimo di Loi Paris-Marseille-Lyon, ufficialmente loi no 82-1169 du 31 décembre 1982 relative à l'organisation administrative de Paris, Marseille, Lyon et des établissements publics de coopération intercommunale, è la normativa che deroga l'ordinaria legislazione comunale per le tre maggiori città della Francia. 

## Legislazione
Il principio lasciato da Napoleone nei paesi che hanno mantenuto il suo diritto amministrativo è quello dell'uniformità delle strutture di governo locale sul territorio. L'impetuosa crescita dei maggiori centri urbani nel XX secolo rese complicato il mantenimento di questo cardine, dato che varie città raggiunsero o superarono le dimensioni demografiche del superiore livello provinciale, rendendo inefficiente una normativa che le equiparava nei poteri e nella struttura ai più piccoli villaggi dotati di amministrazione autonoma.

Settori e arrondissement di Marsiglia

Le tre maggiori città francesi vennero divise in arrondissement municipali, che divennero la base unica delle elezioni comunali, il consiglio cittadino divenendo una semplice unione dei consigli d'arrondissement. Il totale dei seggi venne fissato nel numero di 163 a Parigi, di 101 a Marsiglia e di 73 a Lione. Ogni arrondissement ha un proprio sindaco particolare, mentre il sindaco cittadino è scelto dal consiglio comunale su indicazione politica indiretta degli elettori, ogni partito indicando preventivamente il proprio candidato in caso di vittoria. L'elezione di secondo grado attraverso i consigli d'arrondissement rende tuttavia possibile la vittoria del partito e del sindaco meno votato in percentuale, come accade nel sistema dei Grandi elettori del presidente degli Stati Uniti.

## Consiglio di Parigi
La capitale francese ricevette inoltre dalla legge PML la definitiva sanzione di un percorso legislativo pluridecennale che la trasformò in un ente al contempo comune e provincia, ossia dipartimento nel lessico giuridico francese. 
L'amministrazione comunale di Parigi, la Mairie de Paris, assume dunque anche i poteri dipartimentali, anche se la figura del sindaco di Parigi ha ancora limitazioni da parte di autorità statali, come il prefetto di polizia.